# Sutton Roley
Sutton Roley (Belle Vernon, 19 oktober 1922 - Chesapeake, 3 maart 2007) was een Amerikaans filmregisseur, filmproducent en scenarioschrijver.

## Biografie
Sutton Roley werd in 1922 geboren als Sutton Wilson Roley in Belle Vernon, Pennsylvania. Hij profileerde zich als tv-regisseur die begon te werken met livetelevisie in de jaren 1950 en soms ook als scenarioschrijver. Zijn eerste tv-serie als regisseur was een aflevering van Highway Patrol (1957) gevolgd door Harbor Command (1957) en Men of Annapolis (1957-1958). Hij is bekend van de films Combat! (1962), Garrison's Gorillas (1967) en Mannix (1967).
Zijn laatste tv-serie Shades of LA regisseerde hij in 1990. Hij ging in de late jaren 1980 op pensioen.
Roley was getrouwd met Annella Lucienne Bassett (1929 - 1997) en ze hadden drie kinderen, de dochters Elizabeth (Sam) Crockett en Trenace Roley, zoon Sutton Roley en drie kleinkinderen Sutton Calvin, Preston Roley en Blake Crockett. Hij stierf in 2007 in Chesapeake, Virginia een natuurlijke dood.

## Filmografie

### Als regisseur

#### Films
- How to Steal the World (1968)
- Sweet, Sweet Rachel (1971)
- The Loners (1972
- Snatched (1973)
- Chosen Survivors (1974)
- Satan's Triangle (1975)

#### Televisieseries
- Highway Patrol (1957)
- Harbor Command (1957)
- Men of Annapolis (1957-1958)
- Target (1958)
- U.S. Marshal (1959-1960)
- Wagon Train (1960-1964)
- Sunset Strip (1961-1977)
- Bus Stop (1961)
- Hong Kong (1961)
- Adventures in Paradise (1961-1962)
- Have Gun - Will Travel (1962)
- Saints and Sinners (1962)
- Combat! (1963-1965)
- Gunsmoke (1964)
- 12 O'Clock High (1964-1965)
- Rawhide (1965)
- The Fugitive (1965)
- Lost in Space (1965-1967)
- Bonanza (1966)
- T.H.E. Cat (1966)
- The Big Valley (1966)
- Voyage to the Bottom of the Sea (1966)
- Garrison's Gorillas (1967)
- Heroic Mission (1967)
- The Felony Squad (1967)
- The Invaders (1967)
- The Rat Patrol (1967)
- The Man from U.N.C.L.E. (1967-1968)
- Mission: Impossible (1968-1972)
- Mannix (1968-1974)
- The Name of the Game (1969)
- The Sixth Sense (1972)
- The Magician (1973-1974)
- Kodiak (1974)
- Movin' On (1974)
- S.W.A.T. (1975)
- Bronk (1975-1976)
- Baretta (1976)
- Hawaii Five-O (1976-1977)
- Switch (1976-1977)
- Kojak (1977)
- Starsky and Hutch (1977-1979)
- Lucan (1978)
- Vega$ (1978)
- 240-Robert (1979)
- The Curse of Dracula (1979)
- B.A.D. Cats (1980)
- The Contender (1980)
- Riker (1981)
- Partners in Crime (1984)
- Airwolf (1984-1985)
- Mike Hammer (1985)
- Spenser: For Hire (1986)
- Shades of LA (1990)

### Als producent (tv-series)
- Target (1958)
  - Money Go Round
  - The Thirteenth Juror
  - On Cue
  - Death Makes a Phone Call
  - Piano to Thunder Springs
  - The Unknown
  - Death by the Clock
  - Storm of Violence

### Als schrijver (tv-series)
- Airwolf - The Horn of Plenty (1985)
- Wagon Train - The Cathy Eckhart Story (1960) (het scenario)
- Target (1958)
  - The Unknown (verhaal)
  - Death by the Clock (verhaal)
- Men of Annapolis - Rescue at Sea (1958)